# La famiglia Ricordi
La famiglia Ricordi è una miniserie televisiva, diretta da Mauro Bolognini, andata in onda su Rai 1 in quattro puntate la domenica in prima serata nel gennaio del 1995, dall'8 gennaio al 29 gennaio.
La miniserie, una co-produzione italiana, francese, spagnola e tedesca, ripercorre oltre cent'anni di storia della famiglia di editori musicali Ricordi dal 1808, anno della fondazione, sino al 1924, anno della morte di Giacomo Puccini.
La messa in onda fece registrare una media di 5.131.000 spettatori.  
Con questa miniserie Mauro Bolognini chiuse la sua carriera di regista.

## Trama
Nel 1808 viene fondata Casa Ricordi, che nella sua storia acquisisce i diritti d'autore di tutti i grandi compositori dell'epoca, da Rossini a Bellini, da Donizetti a Verdi, per finire con Puccini.